# سوريويو سات
سوريويو سات (بالسريانية:  ܣܽܘܼܪܝܳܝܳܐ ܣܰܬ)‏ هي قناة تلفزيونية سريانية تُبثّ من مدينة سودرتاليا السويدية. يتم تلقيها بثها بحوالي 83 دولة وتبث برمجها بعدّة لغات، جيث تتضمن محتويات مختلفة بجانب النشرات الاخبارية. وتركز بشكل أساسي على ملفّات الشعب السرياني بالإضافة إلى أوضاع سوريا والعراق وتركيا ولبنان وفلسطين حيث التواجد السرياني.